# 西雅雄
西 雅雄（にし まさお、1896年（明治29年）4月24日 - 1944年（昭和19年）4月16日）は、政治活動家。特に、経済の宇野学派を構成する宇野弘蔵や大学教授の高木益郎から高く評価され、西の活動により共産党員となったものも多い。

## 生涯
岡山県勝田郡梶並村（現：美作市）出身。旧制岡山県立高梁中学（現：高梁高等学校）へ進学、同級生に東京帝国大学教授となる宇野弘蔵や関西大学法学部教授になる高木益郎、第一高等学校の特待生となった松田享爾がいた。特に、後に東京帝国大学の教授になり、経済学の宇野学派をつくった宇野は、自身の著書「忘れえぬ級友」で西について言及している。
西は、後に堺利彦を委員長とする第一次共産党に参加し、その後もボルシェヴィズムに理論と実践の両面で心身共に投じてゆくが、早熟の文学少年だった西の手ほどきで、宇野は文学と社会・政治論に目を惹かれていった。修学旅行の帰りの汽車で西から教えられた大杉栄・荒畑寒村が創刊した『近代思想』などに心を奪われ、宇野の人生観を大きく変えた。
一方、早稲田文学の購読者であった西は、文学普及会の縁で早稲田大学へ来ないかという相馬御風の誘いを断り、高梁中学を卒業後すぐに兄のいた朝鮮に渡り、江原道の春川の役所に一年余り勤めた。岡山と朝鮮の春川とを行き交った宇野と西の葉書による「読書の通信」は、西雅雄の文学青年から社会主義への方向転換を示すとともに、宇野の社会主義熱をも徐々に増幅させていった。
その後、上京して秀英舎の文選工となる。1921年「社会主義研究」の編集主任となり、1922年（第一次）日本共産党に入党、機関誌『マルクス主義』の編集者。のち南満州鉄道勤務、1942年満鉄調査部事件で検挙され、獄死。

## 著書
- 英国労働党発達史 白揚社, 1924
- 階級闘争史概論 希望閣, 1927
- 経済学 南宋書院 1927 無産者自由大学
- 最近における階級諸運動 岩波書店, 1933. 日本資本主義発達史講座 第3部 帝国主義日本の現状

## 翻訳
- マルクスの生涯と学説 マックス・ベーア 三徳社書房, 1923
- 資本主義経済の没落 オイゲン・ヴァルガ 白揚社, 1924
- 社会主義史 第1-5篇 マツクス・ベーア 白揚社, 1925-1926
- ソヴィエット政権 レーニン著作集 第5巻 レーニン著作集刊行会, 1926
- 家族、私有財産及び国家の起源 リュウィス・エッチ・モルガンの研究に因みて フリードリッヒ・エンゲルス 白揚社 1927 のち岩波文庫
- 組織問題 レーニン 渡部義通共訳 マルクス書房, 1927
- ドイツ農民戦争 エンゲルス 希望閣 1927 マルクスエンゲルス政治論叢書
- 十月革命への道 スターリン 佐野学共訳編 白揚社, 1928. スターリン・ブハーリン著作集
- 唯物史觀 エヌ・ブハーリン 佐野學共編 スターリン・ブハーリン著作集刊行會 1928
- レーニン主義の基礎 佐野学共編 スターリン・ブハーリン著作集刊行会, 1928.6. スターリン・ブハーリン著作集
- レーニン主義の爲の鬪爭 スターリン 佐野學共編 スターリン・ブハーリン著作集刊行會, 1928
- 國際無産階級運動 スターリン,ブハーリン 佐野學共編 白揚社, 1929. スターリン・ブハーリン著作集
- 社會主義建設の爲の鬪爭 スターリン,ブハーリン 佐野學共編 白揚社, 1929. スターリン・ブハーリン著作集
- プロレタリア革命と文化 ブハーリン 佐野學共編 白揚社, 1929. スターリン・ブハーリン著作集
- 報告と討論の結語 スターリン,ブハーリン 佐野学共編 白揚社, 1929.6. スターリン・ブハーリン著作集
- マルクス主義入門 スターリン,ブハーリン 佐野学共訳編 白揚社, 1929. スターリン・ブハーリン著作集
- ロシアに於ける階級闘争と革命 スターリン,ブハーリン 佐野学共編 スターリン・ブハーリン著作集刊行会, 1929.3
- 世界資本主義の現段階 スターリン,ブハーリン 佐野学共編 白揚社 1930.2. スターリン・ブハーリン著作集
- 帝國主義論 ブハーリン 佐野學共編 白揚社, 1930. スターリン・ブハーリン著作集
- 社会主義通史 改訳 ベーア 田畑三四郎共訳. 白揚社, 1932
- レーニン主義の諸問題 第5分册 スターリン 白揚社, 1932. スターリン著作集
- 帝国主義論 ヴァルガ監修 ナウカ社, 1933. コムアカデミア編輯教科書叢書
- 弁証法的唯物論 ザウェルラント 白谷忠三共訳. 白揚社, 1933
- マルクス主義經濟學 第2卷(資本の流通過程) コムアカデミー・レーニングラード支部經濟學研究所編 コフマン監輯 広島定吉,直井武夫共譯. 叢文閣, 1933
- 史学概論 エス・エヌ・ブイコフスキー 白揚社, 1934
- 現物税に就て レーニン 白揚社, 1936. レーニン重要著作集
- ロシアにおける資本主義の発展 レーニン 大山岩雄共訳 1936. 岩波文庫
- 欧洲古代史 唯物史観 白揚社, 1937
- ソヴェート政権の当面の任務 レーニン 白揚社 1937. レーニン重要著作集
- 罷業統計に就いて ニコライ・レーニン 白揚社 1937.6. レーニン重要著作集
- レーニン年譜及著作目録 レーニン 白揚社, 1937. レーニン重要著作集
- 労働組合論 レーニン 白揚社, 1937. レーニン重要著作集
- ゴータ綱領批判 マルクス 1949. 岩波文庫

## 参考
- 日本人名大事典: